# Richard McGonagle
Richard Francis McGonagle (Boston, 22 ottobre 1946) è un attore e doppiatore statunitense.

## Biografia
È noto per essere la voce di vari personaggi delle serie animate e film d'animazione, tra cui Fuor Arms ed Exo-Skull in Ben 10. Si è distinto in tal senso anche in ambito videoludico dando voce a Victor Sullivan nella saga di Uncharted.
Nel 1992 McGonagle compare nell'episodio della quinta stagione L'onda soliton (New Ground) di Star Trek: The Next Generation, seconda serie televisiva live action del franchise di fantascienza Star Trek, in cui interpreta l'alieno, appartenente a una specie non meglio identificata, Ja'Dar, uno scienziato che lavora per l'Istituto Scientifico di Bilana III nel XXIV secolo, e resposnabile di un nuovo metodo di propulsione, l'onda soliton. Nel 1999 e 2000 appare in due episodi della sesta e settima stagione di Star Trek: Voyager, quarta serie live action del franchise, Pathfinder (Pathfinder, 1999) e Il messaggero (Inside Man, 2000), in cui interpreta l'ufficiale umano della Flotta Stellare Pete Harkins. Harkins è l'ufficiale responsabile del progetto Pathfinder, finalizzato a riportare a casa la USS Voyager NCC-74656 e il suo equipaggio, capitanato da Kathryn Janeway (Kate Mulgrew) dal Quadrante Delta, nel minor tempo possibile. È inoltre supervisore di Reginald Barclay (Dwight Schultz), per il quale il progetto stesso finisce per diventare un'ossessione.
Nel 2007 interpreta il personaggio del giudice Lathrop in tre episodi della seconda stagione della serie televisiva Close to Home - Giustizia ad ogni costo (Close to Home).

## Filmografia parziale

### Attore

#### Cinema
- L'uomo con la scarpa rossa (The Man with One Red Shoe), regia di Stan Dragoti (1985)
- Howard e il destino del mondo (Howard the Duck), regia di Willard Huyck (1986)
- Salto nel buio (Innerspace), regia di Joe Dante (1987)
- Dad - Papà (Dad), regia di Gary David Goldberg (1989)
- Ciao Julia, sono Kevin (Speechles), regia di Ron Underwood (1994)
- Il presidente - Una storia d'amore (The American President), regia di Rob Reiner (1995)
- Il grande Joe (Mighty Joe Young), regia di Ron Underwood (1998)
- Effetti collaterali (Senseless), regia di Penelope Spheeris (1998)
- Regole d'onore (Rules of Engagement), regia di William Friedkin (2000)
- Non è mai troppo tardi (The Bucket List), regia di Rob Reiner (2007)
- (500) giorni insieme ((500) giorni insieme), regia di Marc Webb (2009)

#### Televisione
- Quando si ama (Loving) - soap opera (1983-1995)
- Ai confini della realtà (The Twilight Zone) - serie TV, episodio 1x28 (1985)
- Autostop per il cielo (Highway to Heaven) - serie TV, episodio 2x16 (1986)
- Un ragazzo sulla trentina (14 Going on 30), regia di Paul Schneider - film TV (1988)
- Viaggio nel tempo (Quantum Leap) - serie TV (1989-1993)
- Star Trek: The Next Generation - serie TV (1987-1994)
- Matlock - serie TV (1986-1995)
- Brooklyn South - serie TV  (1997-1998)
- Star Trek: Voyager - serie TV, episodi 6x10 e 7x06 (1999-2000)
- Una famiglia del terzo tipo (3rd Rock from the Sun) - serie TV (1996-2001)
- Nip/Tuck - serie TV (2003-2010)

### Doppiatore

#### Cinema
- Giuseppe - Il re dei sogni (Joseph: King of Dreams), regia di Rob LaDuca e Robert C. Ramirez (2000)
- Spirit - Cavallo selvaggio (Spirit: Stallion of the Cimarron), regia di Kelly Asbury e Lorna Cook (2002)
- Ben 10 - Il segreto dell'Omnitrix (Ben 10: Secret of the Omnitrix), regia di Sebastian Montes e Scooter Tidwell (2007)
- Tom & Jerry e Robin Hood (Tom and Jerry: Robin Hood and His Merry Mouse), regia di Spike Brandt e Tony Cervone - direct-to-video (2012)
- Tom & Jerry: Il drago perduto (Tom and Jerry: The Lost Dragon), regia di Spike Brandt e Tony Cervone - direct-to-video (2014)
- Tom & Jerry: Operazione spionaggio (Tom and Jerry: Spy Quest), regia di Spike Brandt e Tony Cervone - direct-to-video (2015)

#### Televisione
- Samurai Jack, serie animata (2001-2017)
- Duck Dodgers, serie animata (2003)
- Star Wars: Clone Wars, serie animata (2003-2005)
- Ben 10, serie animata (2005)
- Avatar - La leggenda di Aang (Avatar: The Last Airbender), serie animata (2005-2008)
- Legion of Super Heroes, serie animata (2006-2008)
- Le meravigliose disavventure di Flapjack (The Marvelous Misadventures of Flapjack) - serie animata (2008-2010)
- Lanterna Verde - Prima missione (Green Lantern: First flight), regia di Lauren Montgomery (2009)
- Ben 10 - Forza aliena (Ben 10: Alien Force), serie animata (2009-2010)
- Scooby-Doo! Mystery Incorporated, serie animata (2010-2013)
- Batman: The Brave and the Bold, serie animata (2008-2011)

## Doppiatori italiani
Nelle versioni in italiano delle opere in cui ha recitato, Richard McGonagle è stato doppiato da:
- Paolo Lombardi in Quando si ama, Regole d'onore
- Bruno Scipioni in Salto nel buio
- Mario Bombardieri in X-Files
- Domenico Brioschi in Nip/Tuck
- Toni Orlandi in Non è mai troppo tardi
- Paolo Marchese in (500) giorni insieme
- Angelo Nicotra in The Middle

Da doppiatore è sostituito da:
- Giovanni Battezzato in Uncharted, Uncharted 2, Uncharted 3, Uncharted 4
- Michele Kalamera in Giuseppe - Il re dei sogni
- Wladimiro Grana in Spirit - Cavallo selvaggio
- Ambrogio Colombo in Duck Dodgers
- Pierluigi Astore in Ben 10
- Alberto Angrisano in Tom & Jerry: Il drago perduto
- Roberto Draghetti in Tom & Jerry: Operazione spionaggio